# New Brunswick Route 16
Die Route 16 in New Brunswick, Kanada, gehört zum Trans-Canada-Highway-System. Weiterhin ist er, als sogenannte Core Route, Bestandteil des kanadischen National Highway Systems. Der Highway beginnt bei Aulac an der Route 2, er verläuft entlang der östlichen Provinzgrenze zu Nova Scotia und endet inmitten der Confederation Bridge an der Grenze zu Prince Edward Island.

## Streckenverlauf
Ca. 2 km bevor die Route 2 an der Grenze zu Nova Scotia endet, zweigt von dieser die Route 16 in nördlicher Richtung ab. Diese führt parallel zur Provinzgrenze durch mehrere kleinere Orte. Bei Baie Verte gelangt die Route an die Atlantikküste an der gleichnamigen Bucht. Die Route führt jetzt entlang der Küste, in Port Elgin zweigt in westlicher Richtung Route 15 nach Moncton ab. Bei Bayfield führt der Highway durch die Cape Jouriman National Wildlife Area, die der Confederation Bridge vorgelagert ist. Der Highway führt nun auf die mautpflichtige Brücke, die mit einer Länge von knapp 13 km über die Northumberlandstraße führt. Die Route endet an der Provinzgrenze und wird als Prince Edward Island Route 1 weitergeführt.